# Washington Mutual

Логотип банка

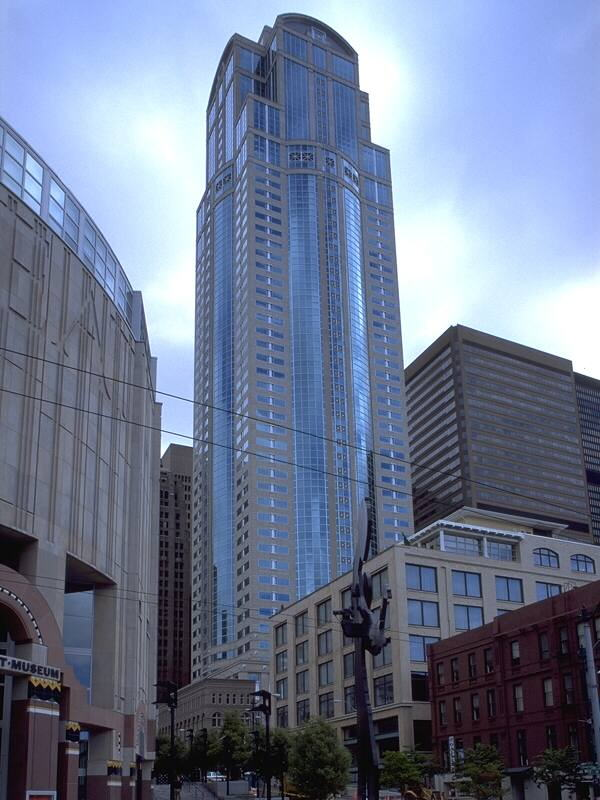
Washington Mutual Tower в городе Сиэтл штат Вашингтон

Washington Mutual, Inc. (рус. Вашингтон Мьючуал; сокращённо WaMu) (NYSE: WM) — банковский холдинг существовавший с 1889 по 2008 годы. Его самым крупным филиалом был Washington Mutual Savings Bank, крупнейшая в США ссудо-сберегательная ассоциация.
Банк был основан в 1889 году в Сиэтле как кредитно-инвестиционная ассоциация. Специализировался на ипотечном кредитовании, в том числе и на кредитах с высоким риском. За 2004—2006 годы банк выдал высокорискованных кредитов на 48 миллиардов долларов. К июлю 2007 года по трети высокорискованных кредитов WaMu задерживались платежи либо был объявлен дефолт.
За 2008 год потерял 95 % своей стоимости, что привело его к банкротству. Принадлежащие банку депозитные активы были проданы банку JPMorgan Chase.

## История

### Mutual savings bank
WaMu возник как «Washington National Building Loan and Investment Association» 25 сентября 1889 года, после уничтожившего 120 акров (49 гектаров) в центральном деловом квартале Сиэтла великого пожара. 10 февраля 1890 года новосозданная компания первой на Западном побережье оформила ипотечный кредит. 25 июня 1908 года банк был переименован в «Washington Savings and Loan Association», к 12 сентября 1917 года он функционировал под именем «WaMu Savings Bank». 25 июля 1930 года состоялась первая покупка, которой стал испытывавший финансовые проблемы «Continental Mutual Savings Bank». Большую часть истории банка его маркетинговым слоганом была фраза «Друг семьи».

### Рост (1980-е)
В апреле 1982 года, являвшийся крупнейшим банком взаимных сбережений в штате Вашингтон, WaMu приобрёл брокерскую фирму «Murphey Favre» за неназванную сумму наличных. В следующем году банк прошёл процедуру демутуализации и стал сберегательным банком. 11 марта 1983 года акции банка стали торговаться на фондовом рынке (под индексом WAMU), к 1989 году его активы удвоились.
В ноябре 1984 года был сформирован новый холдинг «Washington Mutual, Inc.», произошло отделение основного банковского подразделения «Washington Mutual Savings Bank» (переименованного в «Washington Mutual Bank») от прочих банковских и небанковских активов (потребительские банковские услуги, брокерские услуги, управление фондами, туризм и андеррайтинг).. К этому моменту активы Washington Mutual, Inc. превышали 17,8 млрд долл., холдинг имел более 250 отделений.

## Расширение
Начиная с 80-х годов WaMu провело ряд сделок по расширению своего бизнеса. Благодаря приобретению таких компаний, как PNC Mortgage, Fleet Mortgage и Homeside Lending, WaMu стал третьим по размеру ипотечным кредитором в США. С покупкой в октябре 2005 года Providian Financial Corporation WaMu стало девятой компанией по выпуску кредитных карт.
Многие сделки WaMu, совершённые в формате быстрой интеграции, впоследствии привели к многочисленным ошибкам: покупка PNC Mortgage пришлась на время бума субстандартной ипотеки., объединение с Dime привела к разделению владельцев и бенифициаров, после сделки с Fleet Mortgage произошло исчезновение ряда ссуд (выплаты по которым продолжались, но сами ссуды не могли быть найдены сотрудниками банка).

### Расширение в Вашингтоне
В апреле 1983 года стало известно о покупке за 3, 25 млн долл. трёх филиалов у United Mutual Savings Bank из Такомы . В апреле 1984 года WaMu сообщил о покупке за 4,5 млн долл. 14 из 16 филиалов у споканского Lincoln Mutual Savings Bank, в основном расположенных на востоке штата. К моменту сделок WaMu имел 39 филиалов, в основном в западной части Вашингтона.

#### Айдахо
В марте 1994 года WaMu объявило о планах выходa еа пыерк штата Айдахо через размещение отделений внутри супермаркетов Fred Meyer, три из которых появятся в районе Бойсе в июле и августа. В феврале 1995 года по этой схеме было открыто отделение в Москоу.
В январе 1997 года было куплено дочернее отделение банка из Юты United Savings Bank в Айдахо-Фолс.
К марту 2000 года было 9 отделений, к 2008 году — 22.